# Registro per la trasparenza
Il Registro per la trasparenza è stato creato sulla base di un accordo interno fra il Parlamento europeo (PE) e la Commissione europea (Commissione) ed introdotto il 23 giugno 2011.
L'obiettivo è, in primo luogo, rilevare e controllare l'attività di lobbying (Gruppo di pressione) dei rappresentanti di interessi a livello europeo che potrebbero influenzare il potere esecutivo o legislativo e, in secondo luogo, fornire informazioni al riguardo ai cittadini europei ( società civile ). Inoltre, ciò dovrebbe rendere aperto e trasparente il dialogo tra i decisori politici in Europa.

## Base giuridica
La base giuridica del registro è costituita dagli accordi tra il Parlamento europeo e la Commissione europea che regolano l'istituzione e il funzionamento di un registro di trasparenza per le organizzazioni e i liberi professionisti coinvolti nella progettazione e attuazione delle politiche dell'UE. Tali accordi riguardano anche lo Spazio economico europeo . 

## Responsabilità e trasparenza - il segretariato congiunto del registro di trasparenza
I servizi del Parlamento europeo e della Commissione europea mantengono 
Il segretariato è diventato operativo dal primo luglio 2011

## Principi del registro

### Basi storiche
L'attuale registro per la trasparenza si basa sui pre-esistenti sistemi di registrazione del Parlamento europeo (1996) e della Commissione europea (giugno 2008).
In particolare, a seguito del continuo rafforzamento del Parlamento europeo, ad esempio e in particolare attraverso il trattato di Lisbona, è stata prestata maggiore attenzione al PE per la sua maggiore ricezione di rappresentanti di interessi.

### Priorità del diritto primario dell'UE, proporzionalità e non discriminazione
L'istituzione e il funzionamento del registro sono conformi ai principi generali del diritto dell'Unione, compresi i principi di proporzionalità e non discriminazione o uguaglianza di fronte alla legge.
Tutte le attività simili dei praticanti devono essere trattate ugualmente e verranno create condizioni uniformi per la registrazione delle organizzazioni e dei liberi professionisti coinvolti nella progettazione e attuazione delle politiche dell'UE.

### Principio del libero mandato e rispetto dei partiti politici
L'istituzione e il funzionamento del registro rispettano i diritti dei membri del Parlamento europeo in vista del pieno esercizio del loro mandato e non ostacolano l'accesso dei cittadini dai collegi elettorali dei membri agli edifici del Parlamento europeo.

## Struttura del registro
Il registro per la trasparenza comprende:
- Linee guida su: 
  - la messa in atto del registro, le attività ammesse e le eccezioni
  - le categorie disponibili per la registrazione[12]
  - le informazioni richieste dalle organizzazioni e dai liberi professionisti in atto di registrazione, compresi gli obblighi di divulgazione delle finanze[13]
- un codice di condotta[14]
- una procedura di reclamo e misure da applicare in caso di inosservanza del codice di condotta, compresa la procedura di indagine e gestione dei reclami.[15]

### Categorie di registrazione
La categoria di registrazione viene scelta dal dichiarante al momento della registrazione nella banca dei dati stessa. 
| Categoria I.  | società di consulenza                                        | studi legali                                          | Consulente autonomo |                             |
| Categoria II  | Aziende e gruppi aziendali                                   | Associazioni commerciali, commerciali e professionali | sindacati           | Altre organizzazioni simili |
| Categoria III | Organizzazioni, piattaforme e reti non governative o. Ä.     |                                                       |                     |                             |
| Categoria IV  | Gruppi di riflessione e strutture di ricerca                 | Istituti di ricerca                                   |                     |                             |
| Categoria V   | Organizzazioni che rappresentano chiese e comunità religiose |                                                       |                     |                             |
| Categoria VI  | Autorità locali, regionali e locali (livello subnazionale)   | Altre strutture pubbliche o miste                     |                     |                             |

## Campo di applicazione del registro

### Principio
In linea di principio, il campo di applicazione del registro per la trasparenza copre:
In particolare, dette attività comprendono:
i contatti con i membri e i loro assistenti, i funzionari e gli altri agenti delle istituzioni dell'Unione, la preparazione, la divulgazione e la trasmissione di lettere, materiale informativo o documenti di dibattito e di sintesi, l'organizzazione di manifestazioni, riunioni, attività promozionali, conferenze o avvenimenti sociali, cui siano stati invitati membri e loro assistenti, funzionari o altri agenti delle istituzioni dell'Unione; nonché i contributi volontari e la partecipazione a consultazioni o audizioni formali su futuri atti legislativi o altri atti giuridici dell'Unione ovvero ad altre consultazioni pubbliche.»
Tutte le organizzazioni e i liberi professionisti, indipendentemente dal loro status giuridico, il cui campo di attività rientra nell'ambito di applicazione del registro, sono tenuti a registrarsi.

### Organizzazioni esenti
- Governi degli Stati membri, governi di paesi terzi, organizzazioni intergovernative internazionali e loro missioni diplomatiche[20]
- Chiese e comunità religiose[21]
- Partiti politici[22]
- Autorità locali, regionali e comunali.[23]

Questi possono tuttavia registrarsi, ed in parte è espressamente desiderato. 

## Persone registrate

### Obbligo degli iscritti
Le persone e le organizzazioni iscritte nel registro per la trasparenza devono acconsentire:
- che le informazioni e i documenti da essi presentati per l'inclusione nel registro siano resi pubblici[25]
- ad agire in conformità con il Codice di condotta
- a garantire la correttezza delle informazioni fornite per l'inclusione nel registro
- ad applicare il codice di condotta in caso di ricezione di un reclamo e ad intraprendere le misure ivi specificate.

Chiunque può "presentare un reclamo motivato per presunta inosservanza del Codice di condotta" secondo la procedura di cui all'allegato IV dell'Accordo PE-Commissione (2011 e 2014)." 

## Sanzioni in caso di inosservanza del codice di condotta

### Misure
Le misure da prendere in caso di non conformità al Codice di condotta sono:
- Avvertimenti
- Sospensione della registrazione
- la cancellazione dal registro
- Ritiro della carta d'identità e, se del caso, della sua organizzazione per il Parlamento europeo.

### Critica
Il registro per la trasparenza continua ad avere carattere volontario. Il Parlamento europeo ha più volte dichiarato che sarebbe disposto a introdurre la registrazione obbligatoria e quindi un controllo più efficace delle attività di lobbismo.
La mancata osservanza del Codice di condotta è relativamente debole rispetto al potenziale di influenza dei responsabili politici a livello europeo. 
Si critica inoltre che il registro non includa attività relative al Consiglio dell'Unione europea. 
Attualmente non esiste un registro per la trasparenza obbligatorio, completo e a livello europeo con possibilità di sanzioni adeguate e dissuasive. 

## Rapporto annuale e statistiche
I segretari generali del Parlamento europeo e della Commissione europea, i vicepresidenti del Parlamento europeo e della Commissione europea, presentano annualmente una relazione sul funzionamento del registro.
Le statistiche di base del database del registro vengono regolarmente pubblicate sul sito Web Europa e rese accessibili tramite un motore di ricerca intuitivo. 
Il registro comune sarà riesaminato entro due anni dalla sua apertura.

## Inclusione di altre istituzioni e organi dell'Unione europea e azioni pianificate

### Consiglio ed altre istituzioni europee
Allo stato attuale, il Consiglio dell'Unione Europea non ha mostrato alcun interesse ad iscriversi al registro per la trasparenza. 
Il Parlamento europeo continua a battersi per una registrazione obbligatoria dell'attività di lobby. Nel suo rapporto, adottato in Aula il 15 L'aprile 2014, sulla modifica dell'accordo interistituzionale sul registro per la trasparenza, ha invitato la Commissione europea a presentare una proposta legislativa per un registro per la trasparenza obbligatorio entro la fine del 2016. 
La Commissione Ha avviato una consultazione pubblica su una proposta per un registro per la trasparenza obbligatorio nel marzo 2016, aperta a tutti i cittadini dell'UE. Come previsto, nel settembre 2016 la Commissione europea ha proposto un accordo interistituzionale su un registro per la trasparenza obbligatorio valido per il Consiglio, il Parlamento europeo e la Commissione europea. La consultazione pubblica per l'inizio di un registro per la trasparenza obbligatorio è ancora in corso e non ha raggiunto finora l'approvazione necessaria. 

### Impronta legislativa
In una votazione volta a modificare il regolamento interno, il Parlamento europeo ha sostenuto principalmente l'aggiunta di una "impronta legislativa" nell'allegato alle relazioni sui testi legislativi. Questa elencherà tutti i lobbisti che hanno contattato un membro del Parlamento mentre lavoravano su una legge.
Il 31 gennaio 2019, il Parlamento europeo ha approvato norme vincolanti sulla trasparenza delle attività di lobby. Modificando il proprio regolamento interno, il Parlamento ha deciso che gli eurodeputati coinvolti nella redazione e negoziazione delle leggi debbano pubblicare le loro riunioni con i lobbisti online. 

### Critica
- ALTER-UE esige etica e trasparenza sulla scia dello scandalo del denaro contante
- Controllo della lobby e. V. sul tema dei registri di trasparenza